# The Red Summer
《The Red Summer》是韓國女子音樂組合Red Velvet的第一張韓語夏日迷你專輯，由SM娛樂企劃並於2017年7月9日由Genie Music發行。

## 背景與創作
美國Billboard稱“紅色味道（Red Flavor）”是響起戲劇性的Synth和打擊樂器形式的旋律，唱著屬於Red Velvet的水果味道，夏天愛情的歌曲，肯定將成為這個夏天中腦子裡一直打轉的K-Pop音樂之一。另外，Billboard還表示Red Velvet是作為最紅的K-Pop女子組合之一，她們通過“Ice Cream Cake”、“Dumb Dumb”等強烈的熱門歌曲給音樂界帶來了巨大的影響。
夏日迷你專輯'The Red Summer'是由能夠享受夏天氣氛的5首歌構成，將於9日中午12點通過Melon，genie等各大音樂網站公開全音源，10日發售唱片，引起全球歌迷的期待。

## 發行與宣傳
發行
6月23日，SM娛樂表示Red Velvet預計於7月回歸，正在進行新曲的收尾工作，但確切日期尚未確定。
6月29日，在官方Instagram公布此次特別迷你專輯的預告照。並同時開放官方微博、推特。
6月30日，上午11時公開成員Irene的概念照。並確定Red Velvet將於7月9日以夏日為主題的特別迷你專輯《The Red Summer》回歸 。《The Red Summer》共收錄5首歌曲，其中的主打曲為 《Red Flavor（紅色味道）》。同日，韓國時間凌晨0時在官方Twitter、Vyrl App、微博釋放成員Irene其他的概念照。
7月1日，上午11時在官方Instagram、Twitter及微博同步公開成員Yeri的概念照。
7月2日，再公開成員Yeri其他的預告照。同日，上午11時在官方Instagram、Twitter及微博同步公開成員Joy的概念照。並宣佈新歌《Red Flavor》將在7月8日的SMTOWN LIVE WORLD TOUR VI（首爾上岩世界盃體育場）公開。
7月3日，公開成員Joy的預告照。同日，上午11時在官方媒體軟件同步公開成員Suelgi的概念照並宣佈Red Velvet將于7月9日在SBS《人氣歌謠》作爲《The Red Summer》的回歸初放送舞臺。
7月4日，公開成員Seulgi其他的預告照。同日，上午11時公開成員Wendy的概念照。
7月5日，公開成員Wendy其他的預告照。同日，上午11時公開第一張團體預告照。
7月6日，官方公開第二張團體預告照。同日，上午11時公開第三張團體預告照。7日，公開第四張團體預告照。8日，官方開通Red Velvet V App頻道。並在官方Youtube、V App、微博、推特釋放主打曲《Red Flavor（紅色風味）》的MV預告。
宣傳
7月8日，《Red Flavor》在SM家族演唱會 SMTOWN LIVE WORLD TOUR VI（首爾上岩世界盃體育場）公開初舞臺。
7月9日 - 15日，由SBS的《人氣歌謠》作爲宣傳《The Red Summer》的音樂放送活動起點，后在
SBS MTV《THE SHOW》、MBC MUSIC《Show Champion》、Mnet《M! Countdown》、KBS2《Music Bank》進行首周打歌期。
截至7月23日，Red Velvet共獲至5座音樂放送節目冠軍。

## 反映
| 評論得分 | 評論得分 |
| 來源     | 評分     |
| -------- | -------- |
| IZM      | 3/5颗星  |
| The 405  | 8/10     |

雖然美國告示牌的塔马尔·赫曼、FUSE雜誌的杰夫·本杰明以及THE 405雜誌的蔡斯·麦克马伦讚揚了《The Red Summer》的專輯與夏天的主題相結合，蔡斯·麦克马伦與IZM雜誌的李起善分別給予8/10和6/10的比分。但他們卻對《Red Flavor》的這首歌曲給予更高的關注。
7月9日，“Red Flavor（紅色味道）”在韓國時間中午12時在各大音源網站公開。基於下午一時為准，“Red Flavor（紅色味道）”在Naver-Bugs-Olleh-Genie實時榜單暫居第一，Melon-Monkey3暫居二位，Mnet實時榜單位居三位，Soribada位居四位。在音源公開兩小時后，除Mnet實時榜單暫居三位外，其餘榜單實時一位All Kill。同時Melon首個小時收聽人數達成5万3000次。其中“Red Flavor（紅色味道）”在Genie音榜中空降一位，達19次破表。
7月10日，發行實體唱片《The Red Summer》。《The Red Summer》發行后，在新加坡、越南、香港、馬來西亞、泰國、印尼、汶萊乃至貝里斯的 iTunes 綜合榜上佔據一位、中國蝦米音樂佔據一位、也立刻奪下了 Hanteo、Synnara Record 的單日銷量榜冠軍。過後，Red Velvet 在美國、澳洲、紐西蘭、墨西哥、阿根廷、智利等 16 國的 K-pop 專輯榜上，也全都獲得了第一名，成績斐然。
截至7月20日，Red Velvet的《The Red Summer》專輯已在美國Billboard的世界專輯排行榜中奪得首位，為Kpop最多奪得該榜一位的女子組合。然後，也在韓國Gaon榜中奪得單曲、數位下載、以及專輯的三項周榜一位。其中專輯所收錄的歌曲也全數入圍Gaon數位下載的前50首歌曲。此時，《The Red Summer》也在美國一周内售出1000張專輯的成績。而在日本Oricon專輯榜，Red Velvet也打破自身記錄，位居第27位。

## 收錄曲目
*粗體為主打曲
| 曲序     | 曲目                        |                                          | 作曲                                       | 编曲                                   | 时长  |
| -------- | --------------------------- | ---------------------------------------- | ------------------------------------------ | -------------------------------------- | ----- |
| 1.       | Red Flavor（빨간 맛）       | Kenzie Yeri                              | Daniel Caesar Ludwig Lindell               | Caesar & Loui                          | 3:11  |
| 2.       | You Better Know             | Lee Seu-ran (Jam Factory) JQ Choi Ji-hye | Becky Jerams Pontus Persson Kanata Okajima | Pontus Persson                         | 4:10  |
| 3.       | Zoo                         | Lee Seu-ran                              | LDN Noise Courtney Woolsey Alice Penrose   | LDN Noise                              | 3:24  |
| 4.       | Mojito（여름빛）            | JQ Hyun Ji-won                           | Johannes Josh Jorgensen Lars Halvor Jensen | Johannes Joergensen Lars Halvor Jensen | 3:04  |
| 5.       | Hear the Sea（바다가 들려） | Hwang Hyun (MonoTree)                    | Hwang Hyun (MonoTree)                      | Hwang Hyun (MonoTree)                  | 3:22  |
| 总时长： | 总时长：                    | 总时长：                                 | 总时长：                                   | 总时长：                               | 17:11 |

## 排行榜
| 排行榜（2017）                   | 最高 排名 |
| -------------------------------- | --------- |
| 日本專輯榜（Oricon）             | 27        |
| 韓國專輯榜（Gaon）               | 1         |
| 美國最佳熱門發現專輯榜（告示牌） | 8         |
| 美國世界專輯榜（告示牌）         | 1         |

| 排行榜（2017）     | 最高 排名 |
| ------------------ | --------- |
| 韓國專輯榜（Gaon） | 44        |

### 主要音樂節目榜單排名
| 主打歌曲排名成績 |                                                              |                   |                        |                  |                             |                      |
| 主打曲 | Mnet 《M! Countdown》                                        | KBS2 《音樂銀行》 | MBC 《Show! 音樂中心》 | SBS 《人氣歌謠》 | MBC Music 《Show Champion》 | SBS MTV 《THE SHOW》 |
| 2017年 |                                                              |                   |                        |                  |                             |                      |
| 빨간 맛(Red Flavor) | 1                                                            | 1                 | 1                      | 1                | 1                           | /                    |
| \| - 「/」表示未有相關資料 - 「 」：該段時期未有設立排行榜 \| - 取得《M! Countdown》及《人氣歌謠》三週一位後，排名自動除外 \| |                                                              |                   |                        |                  |                             |                      |
| - 「/」表示未有相關資料 - 「 」：該段時期未有設立排行榜                                                                       | - 取得《M! Countdown》及《人氣歌謠》三週一位後，排名自動除外 |                   |                        |                  |                             |                      |

## 音樂節目
| 2017年音樂節目現場      | 2017年音樂節目現場      | 2017年音樂節目現場      | 2017年音樂節目現場      | 2017年音樂節目現場           | 2017年音樂節目現場      |
| 電視台                  | 節目名稱                | 播出日期                | 排名                    | 官方影片                     | 備註                    |
| 《Red Flavor》          | 《Red Flavor》          | 《Red Flavor》          | 《Red Flavor》          | 《Red Flavor》               | 《Red Flavor》          |
| 各大音樂節目一位總和：5 | 各大音樂節目一位總和：5 | 各大音樂節目一位總和：5 | 各大音樂節目一位總和：5 | 各大音樂節目一位總和：5      | 各大音樂節目一位總和：5 |
| ----------------------- | ----------------------- | ----------------------- | ----------------------- | ---------------------------- | ----------------------- |
| SBS                     | 人氣歌謠                | 7月9日                  | 不適用                  | 170709（页面存档备份，存于） | 回歸舞台                |
| SBS                     | 人氣歌謠                | 7月23日                 | 1                       | 170723（页面存档备份，存于） |                         |
| SBS                     | 人氣歌謠                | 7月30日                 | 2                       | 170730（页面存档备份，存于） |                         |
| 最高名次：              | 最高名次：              | 最高名次：              | 1                       |                              |                         |
| SBS MTV                 | THE SHOW                | 7月11日                 | 不適用                  | 170711（页面存档备份，存于） | 回歸舞台                |
| 最高名次：              | 最高名次：              | 最高名次：              | -                       |                              |                         |
| MBC Music               | Show Champion           | 7月12日                 | 不適用                  | 170712（页面存档备份，存于） | 回歸舞台                |
| MBC Music               | Show Champion           | 7月19日                 | 1                       | 不適用                       |                         |
| 最高名次：              | 最高名次：              | 最高名次：              | 1                       |                              |                         |
| Mnet                    | M! Countdown            | 7月13日                 | 不適用                  | 170713（页面存档备份，存于） | 回歸舞台                |
| Mnet                    | M! Countdown            | 7月20日                 | 1                       | 170720（页面存档备份，存于） |                         |
| Mnet                    | M! Countdown            | 7月27日                 | 2                       | 170727（页面存档备份，存于） |                         |
| 最高名次：              | 最高名次：              | 最高名次：              | 1                       |                              |                         |
| KBS2                    | Music Bank              | 7月14日                 | 不適用                  | 170714（页面存档备份，存于） | 回歸舞台                |
| KBS2                    | Music Bank              | 7月21日                 | 1                       | 170721（页面存档备份，存于） |                         |
| 最高名次：              | 最高名次：              | 最高名次：              | 1                       |                              |                         |
| MBC                     | Show! 音樂中心          | 7月22日                 | 1                       | 170722（页面存档备份，存于） | 回歸舞台                |
| 最高名次：              | 最高名次：              | 最高名次：              | 1                       |                              |                         |
| 《You Better Know》     |                         |                         |                         |                              |                         |
| SBS                     | 人氣歌謠                | 7月9日                  | 不適用                  | 不適用                       | 回歸舞台                |
| Mnet                    | M! Countdown            | 7月13日                 | 不適用                  | 170713（页面存档备份，存于） | 回歸舞台                |
| KBS2                    | Music Bank              | 7月14日                 | 不適用                  | 170714（页面存档备份，存于） | 回歸舞台                |

## 各成員代表水果列表
| 各成員代表水果列表 | 各成員代表水果列表 |
| ------------------ | ------------------ |
| 成員藝名           | 代表水果           |
| Irene              | 西瓜               |
| Seulgi             | 鳳梨               |
| Wendy              | 藍色橙子           |
| Joy                | 綠奇異果           |
| Yeri               | 葡萄               |

## 銷售及認證
| 國家 | 排行榜       | 銷量     |
| 韓國 | Circle Chart | 121,169+ |
| 韓國 | Hanteo Chart | 66,503+  |

## 發行歷史
| 發行地區   | 發行日期      | 發行方式 | 唱片/發行公司                 |
| ---------- | ------------- | -------- | ----------------------------- |
| 南韓       | 2017年7月9日  | 數位下載 | SM Entertainment              |
| 全球       | 2017年7月9日  | 數位下載 | Genie Music                   |
| 南韓、全球 | 2017年7月10日 | CD       | SM Entertainment、Genie Music |

## 外部連結
- SMTOWN Production - The Red Summer （页面存档备份，存于）